# Observatoire de Starkenburg
 (décembre 2021).
Si vous disposez d'ouvrages ou d'articles de référence ou si vous connaissez des sites web de qualité traitant du thème abordé ici, merci de compléter l'article en donnant les références utiles à sa vérifiabilité et en les liant à la section « Notes et références ».
L'Observatoire de Starkenburg est un observatoire astronomique amateur situé à Heppenheim, en Allemagne. Il a été fondé en 1970 et compte actuellement environ 150 membres.
On y trouve les instruments suivants :
- un télescope de type Newton de 0,45 m ;
- un Meade LX 200 de 0,30 m ;
- une lunette astronomique de 0,20 m ;
- une lunette de 0,15 m ;
- une lunette de 0,10 m ;
- une caméra grand champ de 0,19 m ;
- une chambre de Schmidt de 0,14 m.

En 1999 et 2003 le Congrès des Radio-Astronomes Européens s'est tenu dans cet observatoire. Les astronomes amateurs de cet observatoire on découvert plus de quarante astéroïdes et participent à la poursuite des astéroïdes géocroiseurs. L'astéroïde (6864) Starkenburg a été nommé en l'honneur de leurs efforts.

## Astéroïdes découverts
En 2016, le Centre des planètes mineures (MPC) de l'UAI attribue la découverte de 52 astéroïdes à l'observatoire (découverte collective du groupe), dont 47 découvertes à Starkenburg (1997–2009) et cinq découvertes à Heppenheim (1997–2002).
| (12053) Turtlestar                                               | 9 août 1997       | [1] |
| (12057) Alfredsturm                                              | 18 février 1998   | [1] |
| (14080) Heppenheim                                               | 1er avril 1997    | [1] |
| (15397) Ksoari                                                   | 27 octobre 1997   | [1] |
| (16809) Galápagos                                                | 21 octobre 1997   | [1] |
| (16969) Helamuda                                                 | 29 octobre 1998   | [1] |
| (17855) Geffert                                                  | 19 mai 1998       | [1] |
| (18567) Segenthau                                                | 27 septembre 1997 | [1] |
| (18610) Arthurdent                                               | 7 février 1998    | [1] |
| (18653) Christagünt                                              | 28 mars 1998      | [1] |
| (18893) 2000 GH1                                                 | 2 avril 2000      | [1] |
| (21663) Banat                                                    | 3 septembre 1999  | [1] |
| (24168) Hexlein                                                  | 29 novembre 1999  | [1] |
| (27984) Herminefranz                                             | 1er novembre 1997 | [1] |
| (31984) Unger                                                    | 25 avril 2000     | [1] |
| (33863) Elfriederwin                                             | 5 mai 2000        | [1] |
| (35357) Haraldlesch                                              | 28 septembre 1997 | [2] |
| (38270) Wettzell                                                 | 11 septembre 1999 | [2] |
| (38681) 2000 QK6                                                 | 24 août 2000      | [1] |
| (40764) Gerhardiser                                              | 13 octobre 1999   | [2] |
| (40995) 1999 UC4                                                 | 27 octobre 1999   | [1] |
| (47083) 1998 YG22                                                | 29 décembre 1998  | [1] |
| (56561) Jaimenomen                                               | 5 mai 2000        | [1] |
| (58896) Schlosser                                                | 15 mai 1998       | [2] |
| (60006) Holgermandel                                             | 13 octobre 1999   | [1] |
| (60175) 1999 VQ1                                                 | 3 novembre 1999   | [1] |
| (66480) 1999 RW33                                                | 10 septembre 1999 | [1] |
| (68980) 2002 RP181                                               | 13 septembre 2002 | [1] |
| (72057) 2000 YS9                                                 | 23 décembre 2000  | [1] |
| (89263) 2001 VZ1                                                 | 10 novembre 2001  | [1] |
| (89455) 2001 XJ1                                                 | 8 décembre 2001   | [1] |
| (105250) 2000 QJ6                                                | 24 août 2000      | [1] |
| (121232) Zerin                                                   | 11 septembre 1999 | [1] |
| (137466) 1999 UB4                                                | 27 octobre 1999   | [1] |
| (157894) 1999 TK16                                               | 14 octobre 1999   | [1] |
| (178543) 1999 VP1                                                | 3 novembre 1999   | [1] |
| (190415) 1999 UP1                                                | 17 octobre 1999   | [1] |
| (193493) 2000 YZ7                                                | 21 décembre 2000  | [1] |
| (208034) 1999 RT28                                               | 8 septembre 1999  | [1] |
| (216624) Kaufer                                                  | 9 décembre 2002   | [2] |
| (219657) 2001 VA2                                                | 10 novembre 2001  | [1] |
| (321286) 2009 FL14                                               | 19 mars 2009      | [1] |
| (321311) 2009 HX35                                               | 19 avril 2009     | [1] |
| (322003) 2010 UE82                                               | 3 novembre 1999   | [1] |
| (337298) 2000 YY7                                                | 22 décembre 2000  | [1] |
| (342431) Hilo                                                    | 25 octobre 2008   | [1] |
| (343080) 2009 DH1                                                | 17 février 2009   | [1] |
| (349826) 2009 CU6                                                | 14 février 2009   | [1] |
| (367468) 2009 DG1                                                | 17 février 2009   | [1] |
| (403307) 2009 CR6                                                | 14 février 2009   | [1] |
| (435943) 2009 CE40                                               | 14 février 2009   | [1] |
| (457708) 2009 FO14                                               | 20 mars 2009      | [1] |
| Le MPC attribue les découvertes à : 1. Starkenburg 2. Heppenheim |                   |     |

Dans le tableau ci-dessous, les astronomes cités peuvent être ou non crédités de la découverte par le MPC. Par contre, le site/observatoire découvreur, Starkenburg ou Heppenheim, peut être le seul découvreur crédité, comme pour (18610) Arthurdent (découvert à Heppenheim par Starkenburg).
- (12053) Turtlestar — 8 octobre 1997 par M. Busch, W. Ernst, K. Sonneberg, L. Kurtze
- (12057) Alfredsturm — 18 février 1998 par P. Geffert, J. Rothermel, E. Schwab, R. Stoss
- (14080) Heppenheim — 1er avril 1997 par W. Ernst, K. Sonneberg, R. Stoss
- (15397) Ksoari — 27 octobre 1997 par M. Busch, W. Ernst, K. Sonneberg, L. Kurtze
- (16809) Galápagos — 21 octobre 1997 par M. Busch, L. Kurtze
- (16969) Helamuda — 29 octobre 1998 par M. Busch, P. Geffert, R. Stoss
- (17855) Geffert — 19 mai 1998 par A. Busch, M. Busch, E. Schwab
- (18567) Segenthau — 27 septembre 1997 par R. Stoss
- (18610) Arthurdent — 7 février 1998 par F. Hormuth
- (18653) Christagünt — 28 mars 1998 par F. Hormuth, J. Rothermel, R. Stoss
- (21663) Banat — 3 septembre 1999 par M. Busch, R. Stoss
- (24168) Hexlein — 29 novembre 1999 par M. Busch, R. Stoss, R. Kresken
- (27984) Herminefranz — 1er novembre 1997 par R. Stoss
- (33863) Elfriederwin — 5 mai 2000 par E. Schwab, R. Stoss
- (56561) Jaimenomen — 5 mai 2000 par R. Stoss, E. Schwab